# Языки Никарагуа
Официальным языком Никарагуа является испанский; никарагуанцы на карибском побережье говорят на местных языках и также по-английски. В населённых пунктах, расположенных на берегу Карибского моря, также имеют доступ к образованию на родном языке.

## Языки
В Никарагуа говорят на следующих языках: гарифуна, испанский, манге, матагалпа, маянгна, мискито, никарагуанский жестовый, никарагуанский креольский, рама, субтиаба, улва.

### Испанский язык

#### Фонетика и фонология
Некоторая характеристика никарагуанской фонологии включает в себя:
- /s/ в конце слога и перед согласным произносится как [h].
- j (/x/) является придыхательным, мягким как /h/ в английском (например, Yahoo).
- Нет никакой путаницы между /l/ и /r/, как в карибском.
- /s/, /z/ и в некоторых случаях /c/ (как в cerrar) произносится как /s/.

## Языки коренных народов
Несколько коренных народов на карибском побережье по-прежнему говорят на своём родном языке, основные, будучи мискито, рама, сумо. Другие разговорные языки включают в себя гарифуна.

## Языки меньшинств
В Никарагуа много меньшинств. Многие этнические группы в Никарагуа, такие как китайские никарагуанцы и палестинские никарагуанцы, сохранили свои исконные языки, где также говорят на испанском и/или на английском. Языки меньшинств включают китайский, арабский, немецкий, итальянский среди других.

## См.также
- Культура Никарагуа
- Никарагуанский испанский
- Никарагуанский жестовый язык